# Apkan
Apkan (kirgisisch Апкан) ist ein Dorf in Kirgisistan mit 1353 Einwohnern (Stand 2024).

## Geographie
Das Dorf liegt im Rajon Batken des Oblus Batken. Es ist der Landgemeinde Suu-Baschy untergeordnet. Das Dorf liegt im zentralen Teil des Oblus am rechten Ufer des Flusses Soch. Apkan befindet sich in einer Entfernung von etwa 20 Kilometern (Luftlinie) westsüdwestlich der Stadt Batken, dem Verwaltungszentrum des Rajon und des Oblus.

## Bevölkerung
| Jahr | Einwohner |
| ---- | --------- |
| 2009 | 0923      |
| 2015 | 1011      |
| 2024 | 1353      |

Anmerkung: 2009 Volkszählungsdaten, 2015 und 2024 Fortschreibung